# 阿傑伊夫卡
47°54′44″N 30°17′21″E / 47.91222°N 30.28917°E
阿赫伊夫卡（烏克蘭語：Агеївка）是位於烏克蘭西南部的村莊，由敖德萨州波季利斯克区的柳巴希夫卡市鎮負責管轄。該村始建於1896年，面積0.84平方公里，海拔高度172米，2001年人口141，人口密度每平方公里167.46人。